# Collegio uninominale Emilia-Romagna - 17
Il collegio elettorale uninominale Emilia-Romagna - 17 è stato un collegio elettorale uninominale della Repubblica Italiana per l'elezione della Camera dei deputati tra il 2017 ed il 2022.

## Territorio
Come previsto dalla legge elettorale italiana del 2017, il collegio era stato definito tramite decreto legislativo all'interno della circoscrizione Emilia-Romagna.
Era formato dal territorio di 5 comuni: Cavriago, Correggio, Reggio nell'Emilia, Rubiera e San Martino in Rio.
Il collegio era quindi interamente compreso nella provincia di Reggio Emilia.
Il collegio era parte del collegio plurinominale Emilia-Romagna - 04.

## Eletti
| Elezione | Elezione | Deputato        | Partito             |
| -------- | -------- | --------------- | ------------------- |
|          | 2018     | Graziano Delrio | Partito Democratico |

## Dati elettorali

### XVIII legislatura
Come previsto dalla legge elettorale, 232 deputati erano eletti con sistema a maggioranza relativa in altrettanti collegi uninominali a turno unico.
| Candidati              | Candidati                 | Voti    | %     | Liste                           | Voti    | %     |
| ---------------------- | ------------------------- | ------- | ----- | ------------------------------- | ------- | ----- |
|                        | Graziano Delrio ✔️ Eletto | 44 672  | 35,99 | Partito Democratico             | 38 205  | 30,78 |
| +Europa                | Graziano Delrio ✔️ Eletto | 44 672  | 35,99 | 4 504                           | 3,63    |       |
| Italia Europa Insieme  | Graziano Delrio ✔️ Eletto | 44 672  | 35,99 | 1 221                           | 0,98    |       |
| Civica Popolare        | Graziano Delrio ✔️ Eletto | 44 672  | 35,99 | 742                             | 0,60    |       |
|                        | Maria Edera Spadoni       | 35 262  | 28,41 | Movimento 5 Stelle              | 35 262  | 28,41 |
|                        | Agnese Zaghi              | 32 014  | 25,79 | Lega                            | 17 363  | 13,99 |
| Forza Italia           | Agnese Zaghi              | 32 014  | 25,79 | 10 530                          | 8,48    |       |
| Fratelli d'Italia      | Agnese Zaghi              | 32 014  | 25,79 | 3 462                           | 2,79    |       |
| Noi con l'Italia - UDC | Agnese Zaghi              | 32 014  | 25,79 | 659                             | 0,53    |       |
|                        | Mirko Tutino              | 6 820   | 5,49  | Liberi e Uguali                 | 6 820   | 5,49  |
|                        | Barbara Castiglioni       | 1 694   | 1,36  | Potere al Popolo!               | 1 694   | 1,36  |
|                        | Riccardo Sciortino        | 1 127   | 0,91  | Partito Comunista               | 1 127   | 0,91  |
|                        | Anna Maria Pia Pettolino  | 1 081   | 0,87  | Il Popolo della Famiglia        | 1 081   | 0,87  |
|                        | Giulia Spaggiari          | 618     | 0,50  | CasaPound                       | 618     | 0,50  |
|                        | Angela Guglielmino        | 349     | 0,28  | Italia agli Italiani            | 349     | 0,28  |
|                        | Gian Luca Pietri          | 265     | 0,21  | Per una Sinistra Rivoluzionaria | 265     | 0,21  |
|                        | Andrea Spallanzani        | 221     | 0,18  | PRI - ALA                       | 221     | 0,18  |
| Totale                 | Totale                    | 124 123 | 100   |                                 | 124 123 | 100   |
|                        |                           |         |       |                                 |         |       |
| Voti non validi        | Voti non validi           | 3 462   | 2,71  |                                 |         |       |
| Votanti                | Votanti                   | 127 585 | 78,58 |                                 |         |       |
| Elettori               | Elettori                  | 162 355 |       |                                 |         |       |